# Geografo (Vermeer)
Il Geografo è un dipinto a olio su tela (52x45,5 cm) di Jan Vermeer, databile al 1668–1669 circa e conservato nello Städelsches Kunstinstitut di Francoforte. È firmato sull'armadio "Meer" e sul muro in alto a destra "I. Ver Meer MDCLXVIIII".

## Storia

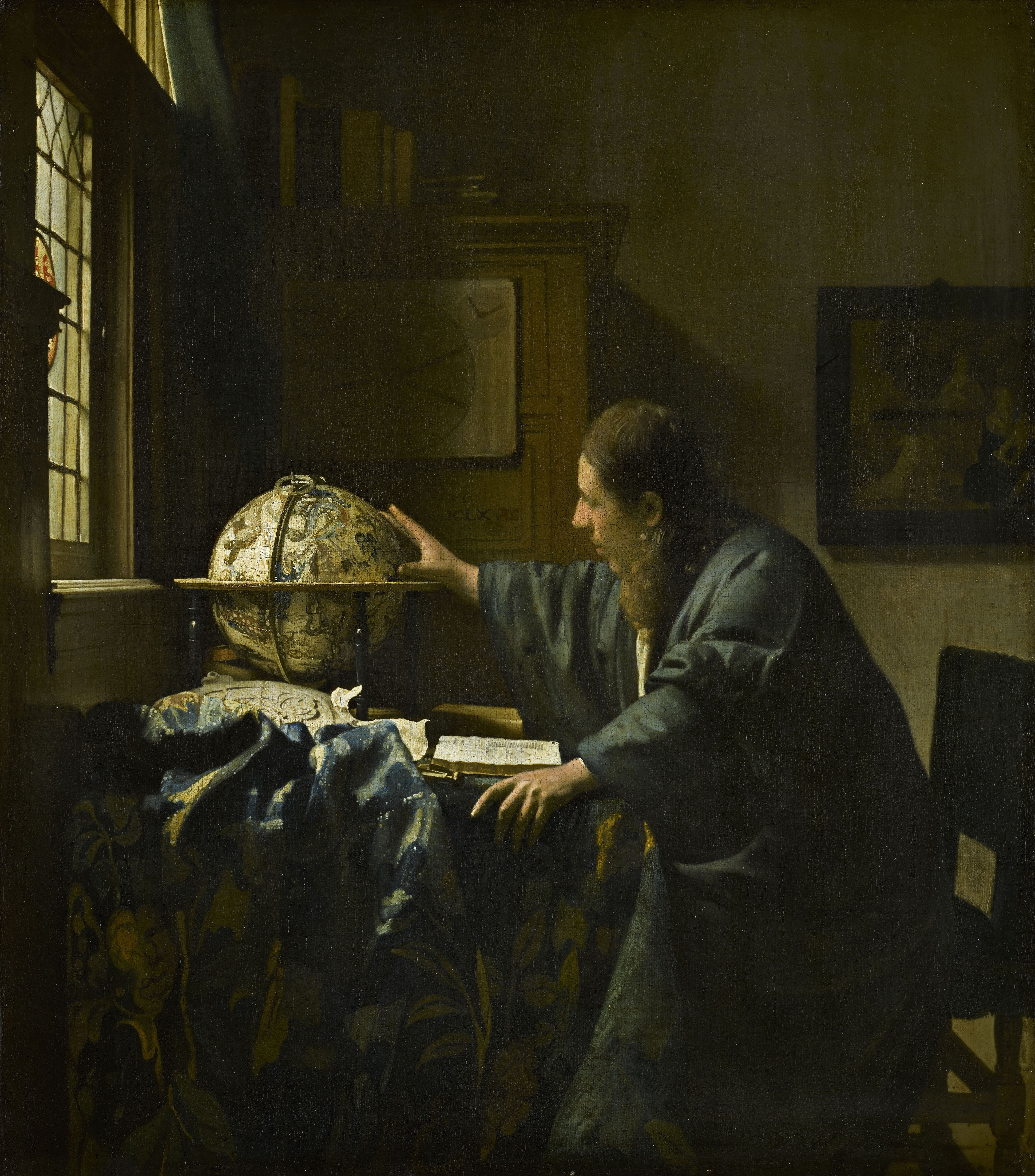
Jan Vermeer, Astronomo, 1668, Museo del Louvre, Parigi

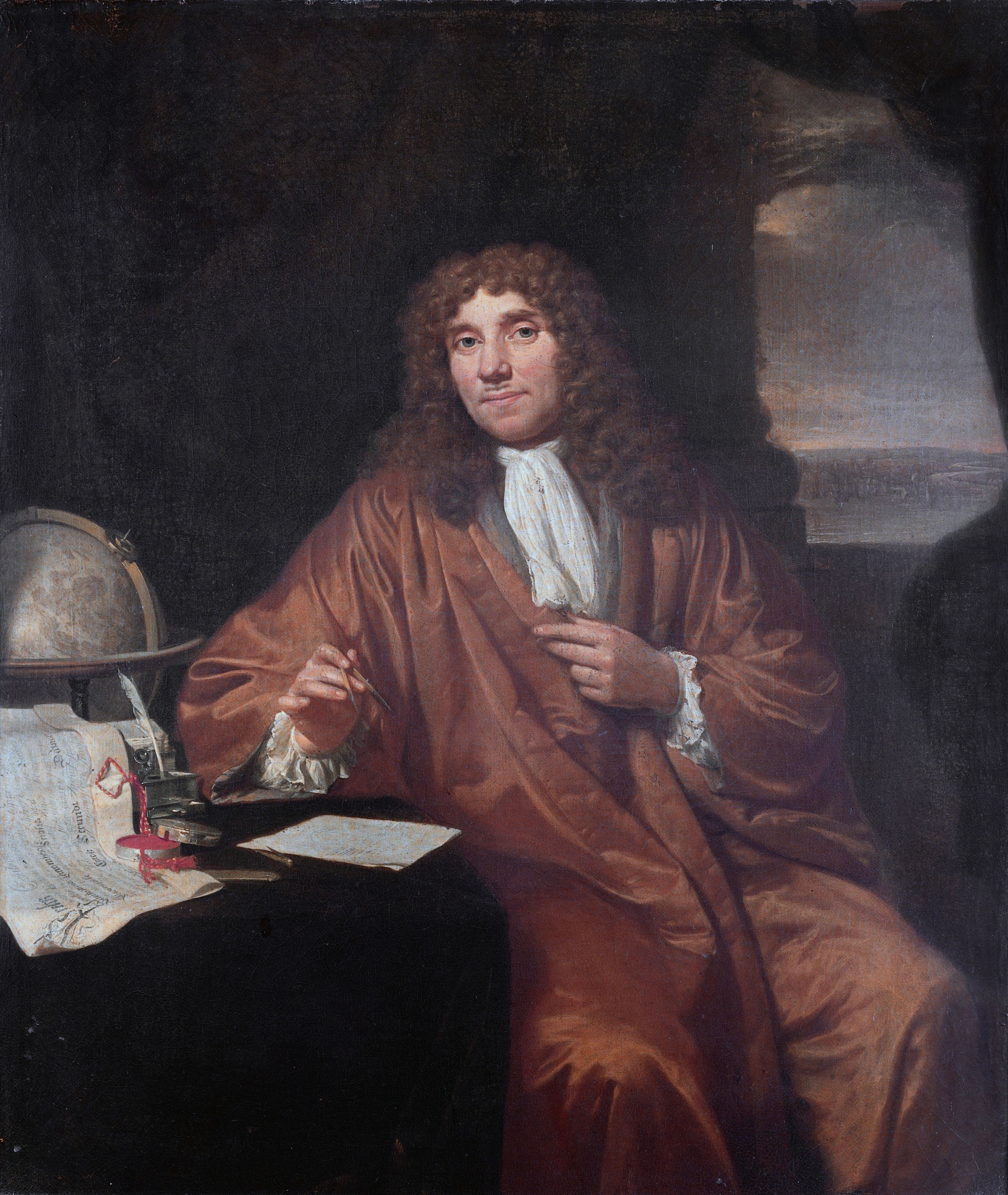
Jan Verkolje, Ritratto di Antoni van Leeuwenhoek, 1670-1693, Rijksmuseum, Amsterdam

### Contesto
I Paesi Bassi del XVII secolo costituiscono un unicum nel panorama europeo: «uno dei più forti impulsi del Seicento è quello di conformarsi alle norme stabilite, dottrinarie o politiche, plastiche o prosodiche. Dominano lo splendore e la dignità, la posa teatrale, la regola rigorosa e la dottrina chiusa; l'ideale è il deferente rispetto per la Chiesa e per lo Stato». Tutto questo non vale per l'Olanda: grazie al commercio marittimo, ampia parte della popolazione potrà facilmente accedere ad agi e ricchezze: già all'inizio del secolo la Repubblica delle Sette Province superava Francia e Inghilterra per grandezza della flotta e entità di scambi commerciali, ed erano le regioni più scolarizzate d'Europa.
La mancanza d'ingerenza statale divenne un punto di forza; questo portò a due evidenti conseguenze: da un lato un maggior interesse per paesi lontani, come l'Oriente e, conseguentemente, ai mezzi per arrivarci, prima fra tutti la cartografia, che nasce come scienza in quegli anni. D'altro canto, nel campo dell'arte, si afferma proprio da queste parti la pittura di genere, per celebrare la nuova classe dirigente che si afferma: la borghesia.

### La tela
Dovette essere proprio un agiato borghese e ritratto da Vermeer in questa tela, uno dei suoi tre dipinti datati, con doppia firma, che i recenti restauri hanno dimostrato l'autentiche.
Il dipinto emerge dall'oblio delle prime compravendite a Rotterdam, all'asta dei dipinti di Adrian Paets, in coppia con l'Astronomo, nel 1713. E in coppia i dipinti passeranno di mano in mano fin quasi all'inizio del secolo successivo. Nel corso del tempo i nomi convenzionali delle due tele sono più volte cambiati: Matematico, Filosofo, Architetto, fino agli attuali.
La particolarità dei due dipinti ha sempre colpito l'attenzione degli studiosi: il soggetto è una figura maschile, fatto insolito per Vermeer, che notoriamente privilegia nei suoi lavori la figura femminile. Anche quando dipinge uomini, sono sempre figure di contorno: il pretendente, il musicista, il precettore. Si pensa, pertanto, che il dipinto sia stato eseguito, in coppia con l'altro, su ordine di un unico committente: l'ipotesi che possa trattarsi di Antoni van Leeuwenhoek è molto suggestiva, anche se non ci sono prove. Depongono a favore di questa congettura l'ipotetica amicizia tra i due (perché nati nello stesso anno e nella stessa città, per la nomina del Leeuwenhoek quale amministratore dei beni del pittore, alla morte di questi, e per una certa somiglianza che qualcuno ha voluto vedere tra il ritratto di Jan Verkolje, di qualche anno successivo, e dell'uomo del Geografo); a sfavore il comportamento che il Leeuwenhoek tenne successivamente alla morte dell'artista, che non farebbe supporre una precedente amicizia.
Nessuno dei modelli che han posato per gli interni di Vermeer è mai stato individuato con certezza, anche se molti hanno supposto che la maggior parte fossero membri della sua famiglia, in particolare la moglie e le figlie maggiori. Quasi sicuramente lo stesso uomo dal naso dritto e dalle labbra carnose ha posato sia per l'Astronomo sia per il Geografo e probabilmente anche per il corteggiatore in piedi della Lezione di musica.

### Passaggi di proprietà
- Adriaen Paets I, Rotterdam (1669-1686);
- suo figlio, Adriaen Paets II, Rotterdam (1686-1712);

- venduto da Paets, Rotterdam, 27 aprile 1713, con il n. 10 o 11 (venduti insieme);

- Hendrick Sorgh, Amsterdam (1713-1720);

- venduto da Sorgh, Amsterdam, 28 marzo 1720, n. 3 o 4 (venduti insieme);

Govert Looten, Amsterdam (1720-1729);
- venduto da Looten, Amsterdam, 31 marzo 1729, con il n. 6, (insieme ad un altro dipinto);

- Jacob Crammer Simonsz, Amsterdam (1729-1778);

- venduto da Crammer Simonsz, Amsterdam, 25 novembre 1778, n. 18, (insieme ad un altro dipinto);

- Jean Etienne Fizeaux, Amsterdam (1778-1780);
- la sua vedova, Amsterdam (1780-1784);
- Pieter Fouquet, Amsterdam, e Alexandre Joseph Paillet (mercante d'arte), Parigi (1784-1785);
- Jan Danser Nijman, Amsterdam (1794-1796);

- venduto da Danser Nijman, Amsterdam, 16 agosto 1797, con il n. 168;

- Arnoud de Lange, Amsterdam (1797-1803);

- venduto da De Lange, Amsterdam, 12 dicembre 1803, con il n. 55;

- Pieter Hendrick Goll van Franckenstein, Amsterdam (1803-1832);

- venduto da Goll van Franckenstein, Amsterdam, 1º luglio 1833, con il n. 47;

- Alexandre Dumont, Cambrai (1833-1866);
- Isaac Péreire, Parigi, 1866 (venduto da Dumont tramite Thoré-Bürger);

- venduto dai fratelli Péreire, Parigi, 6 marzo 1872, con il n. 132;

- Max Kann, Parigi (1872-1875);
- Sedelmeyer, Parigi, (1875-1877);
- Principe Demidoff di San Donato, vicino a Firenze (1877-1880);

- venduto da Demidoff di San Donato, 15 marzo 1880, con il n. 1124;

- Adolf Josef Bösch, Vienna (1880-1884);

- venduto da Bösch, Vienna, 28 aprile 1885, con il n. 32;

- Ludwig Kohlbacher del Frankfurter Kunstverein per conto del Städelsches Kunstinstitut;
- dal 26 maggio 1885 esposto al Städelsches Kunstinstitut, Francoforte sul Meno (inv. 1149).

## Descrizione

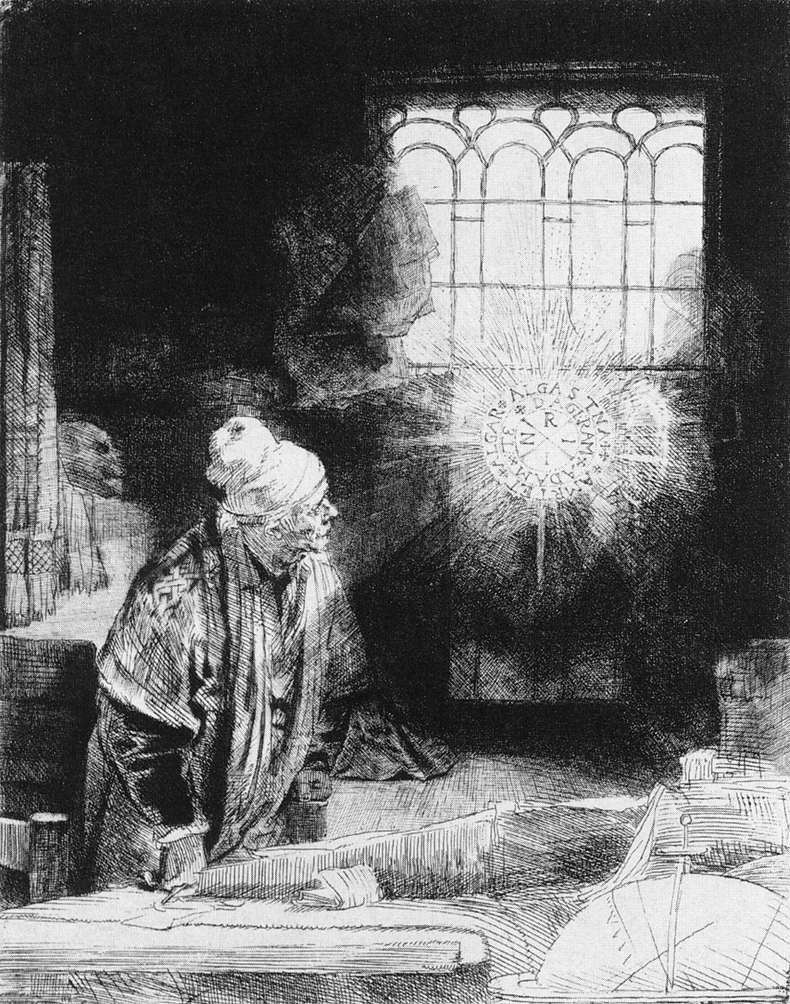
Rembrandt Van Rijn, Faust (1650-1652), Rijksmuseum, Amsterdam

La tela è di lino, di cui è ancora visibile l'orlo originale. L'imprimitura è stata effettuata con gesso, terra d'ombra e biacca. È visibile il punto di fuga della composizione sulla parete di fondo tra la sedia e l'armadio. Alcune abrasioni, in particolare nelle zone d'ombra della mappa, sono il risultato di passati interventi di pulizia.
La dimensione del dipinto, analoga a quella dell'Astronomo, è un'ulteriore riprova del fatto di esser state concepite come parti di un'unica coppia.
L'ambientazione è la tipica stanza illuminata da sinistra tramite una finestra. Il giovane geografo, dai capelli lunghi e raccolti, è ritratto al centro della scena, in piedi, chino su un tavolo pieno di mappe, carte, libri, e dagli strumenti della sua arte. Una mano è poggiata su un libro, l'altra ha evidentemente appena verificato con un compasso distanze sulle grandi carte aperte di fronte a sé. L'istante colto mostra però una sospensione dello studio, mentre l'uomo guarda di fronte a sé, fissando un punto lontano, come se fosse stato attratto da qualcosa che avviene in strada, attraverso la finestra.
Il suo abito è piuttosto particolare, una vestaglia foderata di rosso e allacciata da una cintura, che gli conferisce un aspetto solenne. Riecheggia un kimono, che era comunemente indossato all'epoca da medici, magistrati, studiosi. Abiti del genere costituivano merce preziosa che veniva portata in Olanda dai primi mercanti che visitavano il Giappone. Le pieghe dell'abito, così contrastanti tra l'azzurro freddo e il caldo arancione suggeriscono l'eccitazione della ricerca intellettuale. Nei lavori successivi la stilizzazione del panneggio sarà sempre più accentuata.
Per quanto riguarda il ritratto vero e proprio, occorre notare prima di tutto una vaga forma a sinistra della figura che potrebbe esser traccia di un pentimento dell'artista, che aveva probabilmente raffigurato la testa che guardava le mappe sul tavolo, quindi con una diversa inclinazione. L'attuale postura riprende esattamente quella di Faust nella famosa incisione di Rembrandt che certamente Vermeer conosceva. Anche l'attuale posizione del compasso sembra essere diversa da quella dipinta in un primo momento dall'artista: originariamente, infatti, era rivolto verso il basso piuttosto che verso il corpo dello scienziato. L'allineamento attuale segue con maggior naturalezza la direzione della luce e della pergamena.

### Tende, tappeti e oggetti
La stanza, come sempre, è illuminata da una finestra a sinistra. A conferma di quanto più volte ripetuto, questa finestra sembra essere la stessa dell'Astronomo. Tuttavia, in questo dipinto i vetri della finestra sono descritti più precisamente che non nell'altro. Una grande tenda scura copre parzialmente la finestra all'estrema sinistra. Nella composizione del dipinto, questa cortina indefinibile serve come repoussoir, che generalmente si trova sempre sul lato sinistro della composizione: essendo la modalità di osservazione occidentale condizionata dal fatto di leggere da sinistra a destra, esso indirizza la scansione dell'occhio, dirigendola dopo un breve momento di ritardo, direttamente verso il momento clou della rappresentazione, in questo caso il gesto istantaneo del geografo. Vermeer ha utilizzato il repoussoir con effetti ancora più drastici nell'Allegoria della Pittura e nell'Allegoria della Fede.
Secondo alcuni la parte della grata della finestra superiore rappresenta in realtà una parte di un cosiddetto «bastone di Giacobbe». Effettivamente, guardando attentamente o con una lente sono chiaramente visibili i cursori posti sul braccio orizzontale. La presenza di questo antico strumento di misurazione non fa che confermare l'occupazione del personaggio rappresentato e l'accuratezza della documentazione di Vermeer.

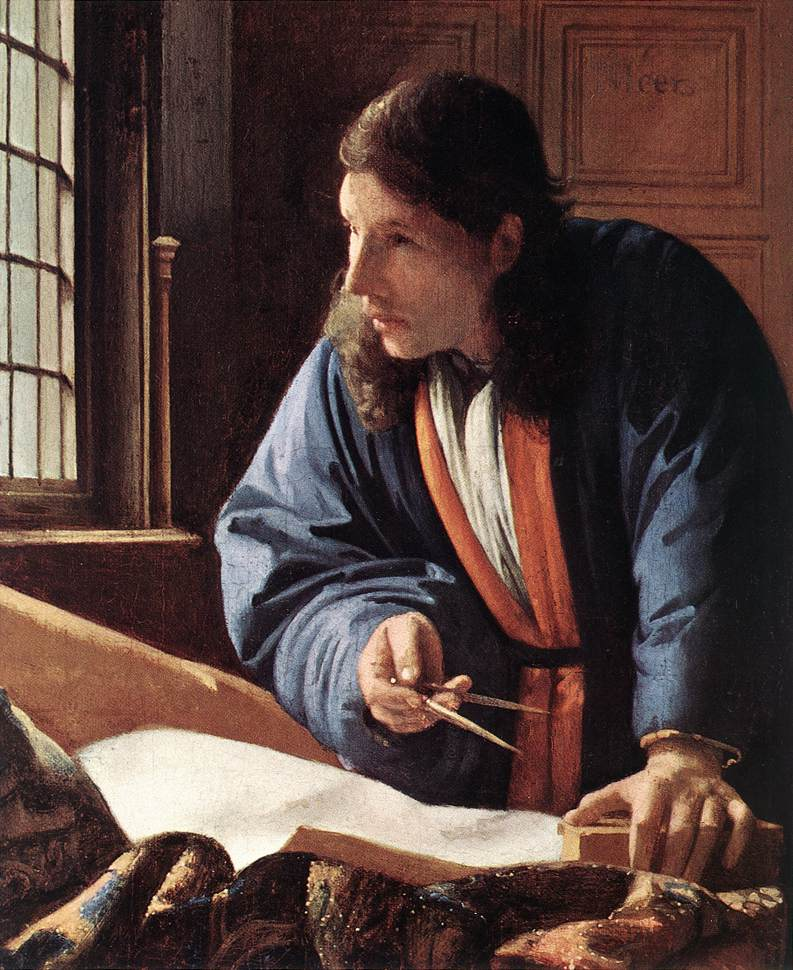
Dettaglio

Il globo terrestre di Henricus Hondius (1618) che si trova sull'armadio – pendant del globo celeste di Jodocus Hondt dell'Astronomo – secondo alcuni è rivolto in modo da mostrare l'Oceano Indiano, e questo può essere interpretato come un motivo di orgoglio nazionale per i commerci olandesi che arrivavano ovunque nel mondo. Tra l'altro il cerchio si chiude con la carta riprodotta all'estrema destra del dipinto, l'Europa di Willem Janszoon Blaeu. Oriente e Occidente sono dunque presenti in questa casa: tutto il mondo si ritrova nel microcosmo di una mattina tranquilla di Delft, nell'Olanda delle grandi Compagnie che navigano verso le Indie occidentali e orientali. La carta occupa lo stesso posto sulla parete che nell'Astronomo è della tela Mosé salvato dalle acque. Evidentemente in questo caso, piuttosto che ad aspetti spirituali e celesti, il riferimento è più deciso verso la navigazione marittima, a cose più pratiche e moderne rispetto all'altra tela.
La sedia che si trova sotto la carta è la stessa della Donna con collana di perle e del Concerto a tre, con similari motivi decorativi floreali. È un modello di sedia verosimilmente locale, visto che non è presente nei lavori di maestri di altre città. Il tappeto, che occupa tutto il tavolo, è tipico della manifattura orientale, si vede la firma del tessitore in caratteri arabi nell'angolo in basso a sinistra ed è simile ad altri tappeti presenti nelle opere di Vermeer, ad esempio nel già citato Concerto a tre.

## Stile
Le aree in ombra sono per lo più delineate da scorrevoli pennellate che disegnano i motivi geometrici sul fondo marrone; le aree illuminate ricevono più colore e in questo caso abbondano i famosi pointillès, punti di luce sferici che tra l'altro per molti costituirebbero la prova dell'uso, da parte di Vermeer, della camera oscura.
Col suo abito in stile giapponese, il geografo, ricercatore intellettuale, contrasta con le donne nei consueti dipinti di Vermeer, che sono serene e raccolte. L'atteggiamento attivo del geografo indica una mente penetrante e curiosa, e Vermeer riesce a catturare l'energia dello studioso: la luce, entrando con forza da sinistra – dove si trovano ammassati gli oggetti – attiva l'energia creando una serie di potenti ombre laterali. È sul volto dell'uomo che si ferma la luce: Vermeer, di solito così abile nel ritrarre i dettagli, non ha mostrato, in questo caso, quasi nessuna caratteristica distintiva sul volto dello scienziato – non la struttura ossea, quasi assenti le variazioni di tono della pelle – tranne l'attenzione per lo sguardo, concentrato, rivolto verso la luce della finestra. Per questa ragione si può pensare che non ci si trovi in presenza del ritratto di un individuo specifico, ma dell'archetipo del ricercatore.
Come detto, Astronomo e Geografo sono stati concepiti in coppia: alcuni hanno ipotizzato che questo possa avere un significato simbolico. La ricerca cui attendono i due sembra essere simile ma speculare: per l'uno attiene alle cose celesti, per l'altro a quelle terrestri. Terra e cielo come modalità dell'umana natura, del nostro essere e del nostro divenire, guidati sì, dalla Divina Provvidenza (il Mosè salvato dalle acque), ma anche dalla forza della nostra ragione (le carte nautiche, il compasso).

## Bibliografia

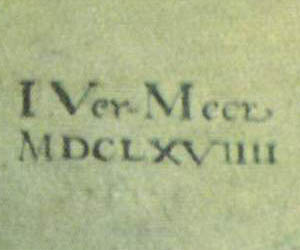
La firma